# Scion xB
El Scion xB es un automóvil del segmento B producido por el fabricante japonés Scion desde el año 2004. Es un cinco plazas con motor delantero transversal y tracción delantera, que se ofrece con cajas de cambios manual de cinco marchas y automática de cuatro marchas.
Su carrocería de cinco puertas, con un capó casi horizontal y sus parabrisas y luneta trasera muy verticales, lo alejan de monovolúmenes europeos como el Fiat Idea, el Renault Modus y el Opel Meriva, aunque su altura es similar y los asientos también están colocados en una posición alta y vertical. Comparte muchos componentes estructurales con el Toyota Yaris, que es un automóvil de turismo más tradicional.

## Primera generación (2004-2006)
La primera generación pertenece al segmento B, Se ofrece con un motor gasolina con cuatro cilindros y de 1.5 litros, 108 caballos de fuerza con torque de 105 ft. lb (142,4 Nm). Las opciones de la transmisión son entre una manual de cinco velocidades y una automática de cuatro velocidades con una sobremarcha. Con una capacidad del tanque de combustible de casi 12 galones (45,4 litros), puede recorrer una distancia de 31 millas por galón (13,2 kilómetros por litro) en la ciudad y 34 o 35 mpg (14,5 o 15 kpl) en carretera.
En Japón se vendió con el nombre Toyota bB, y se ofrecía también con un motor gasolina de 1.3 litros y 91 CV. Entre otras diferencias, el xB tiene dos asientos delanteros individuales, mientras que el bB tiene un asiento de tipo "banqueta". Con un precio de 2,000 dólares.

## Segunda generación (2006-2015)
La segunda generación es más potente y 305 mm más larga que la primera, por lo que pasó a pertenecer al segmento C. En Japón se vende bajo el nombre Toyota Corolla Rumion. En Australia desde 2010 como Toyota Rukus. Su único motor es un gasolina de 2.4 litros y 158 CV de potencia máxima, que también utilizan los Toyota Camry y Scion tC.